# Perzsa Birodalom

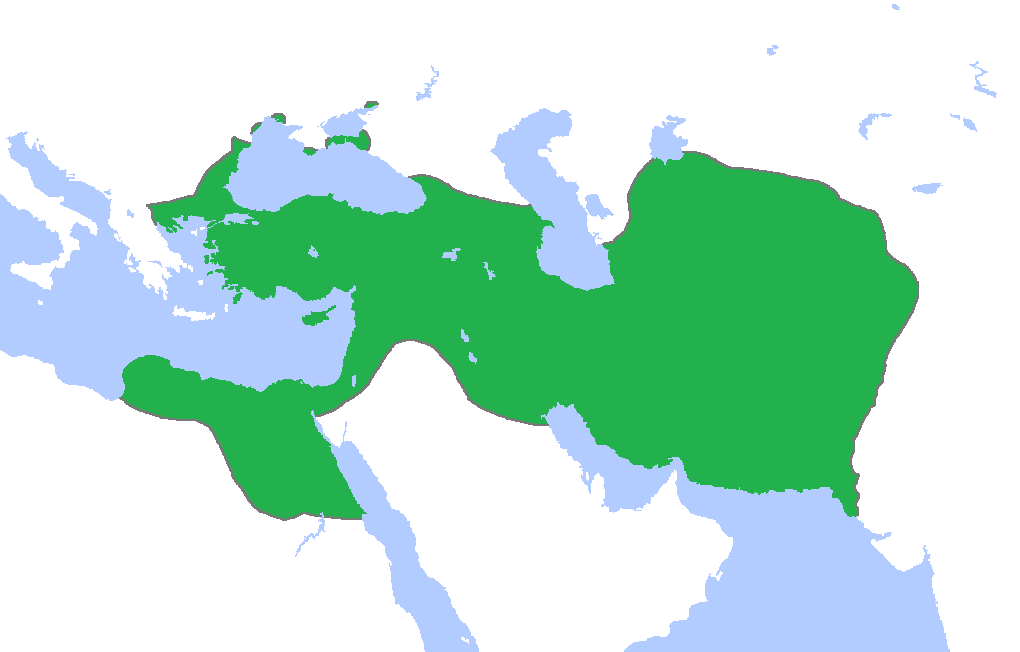
Az Óperzsa Birodalom legnagyobb kiterjedése

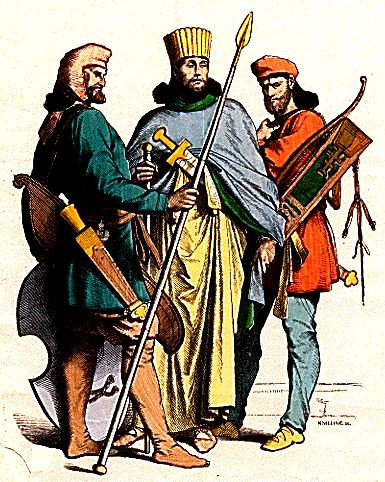
Perzsa nemes perzsa katonákkal

A Perzsa Birodalom több birodalom neve, melyek az idők során az Iráni-fennsík (Irān – "az árják földje") vidékét uralták. A legkorábbi ezek közül az Akhaimenidák birodalma volt (Kr. e. 648–Kr. e. 330), aminek magterülete a mai iráni Fársz tartomány volt. A mai Irán területén fönnálló birodalmakat 1935-ig a nyugati történészek többnyire a "Perzsa Birodalom" névvel illették.

## Elnevezése
Sokáig Iránt a nyugatiak Perzsiaként emlegették. Az elnevezés a perzsa tengerparti tartomány ókori görög elnevezéséből ered, amit a modern perzsa nyelvben Fársznak, közép-perzsául Pársznak hívnak, óperzsául pedig a Pārsā névvel illetik. A kifejezés annyit tesz, mint kb. "szégyen fölött".  A Pársz hellenizált változata a Perszisz, a latin változat pedig a Persia. Ez utóbbi néven emlegették az országot a későbbi európai népek is.
Fársz volt az ókori Perzsa Birodalom magja. Magát az országot 1935. március 21-éig hívták Perzsiának a nyugatiak, amikor Reza Pahlavi sah hivatalosan fölkérte a világ nemzeteit, hogy ezentúl országát nevezzék Iránnak. Ezt az elnevezést használták a területet az Akhaimenidák uralma alatt egyesítő árja törzsek.

## Az első perzsa birodalom
i. e. 550-ben II. Kurus perzsa király (i. e. 559 – i. e. 529) megdöntötte a Méd Birodalmat, nemességét betagolva a perzsa nemességbe létrehozta az első perzsa birodalmat. Fia, II. Kambüszész kiterjesztette hatalmát Egyiptomra és Líbiára. I. Dareiosz (i. e. 522 – i. e. 486.) megszervezte a birodalom közigazgatását, posta- és úthálózatot építtetett. A Perzsa Birodalom fővárosa ekkor Szúsza volt.
A perzsák a meghódított tartományokat fejlesztették, a népeket szabadságaikban meghagyták, békésebb politikát folytattak, pl.: a zsidókat haza engedték. A Perzsa birodalmat Szatrapiákra osztották, melyet a király által kinevezett kormányzó a satrapa vezetett, fejlett postaszolgálattal.
Vallásuk központjában Ahura Mazdá kultusza állt. Emellett sok korábbi, az indiaival rokon isten alakot tiszteltek pl. Mitra, Indra. A klasszikus perzsa vallást Zarathustra, egy legendás életű pap alakította Akhaimenida–dinasztia uralmának kezdetén, a Kr. e. 7. század végén. E vallás alapja a jó és a rossz örök ellentéte, ezt tekinti a világ mozgatóerejének.
Nyugati terjeszkedését a görögök állították meg, majd Nagy Sándor döntötte meg a birodalmat i. e. 330-ban.